# J (アルバム)
『J』（ジェイ）は、2024年8月26日にカカオエンターテインメントから発売されたジェヒョンのデビューアルバム。

## 概要
- NCTのメンバー・ジェヒョンのデビューアルバム。
- ジェヒョンは、これまでに「NCT 127」のメンバーとして活動してきたほか、2023年にはドヨン・ジェヒョン・ジョンウから構成されたユニット「NCT DOJAEJUNG」がデビューした。また、「Forever Only」「Horizon」などのソロ曲を発表してきた[9]。
- タイトル曲「Smoke」の韓国語バージョンと英語バージョンを含む全8曲が収録されている[10]。
- アルバム名『J』には、普段からジェヒョンが自分の持ち物にイニシャル「J」を書く習慣に着目し「最もジェヒョンらしい」という意味が込められている[10]。

## プロモーション

### 予告編
- 8月8日、トレーラー映像「The Smoky Night」を公開した[10]。
花の手入れに集中する花屋から、セクシーな雰囲気の姿に変身するジェヒョン、花から煙が立つ様子といった感覚的なシーンでアルバムのコンセプトが表現されている[10]。
- 8月12日、収録曲「Roses」と「Dandelion」の2曲を先行公開した[11]。
- 8月14日より、ティーザーコンテンツ「#Scene」を公開した。
- 8月21日、制作ビハインド映像「The Journey of J」を公開した[12]。

### ミュージックビデオ
- 8月12日、収録曲「Dandelion」と「Roses」のミュージックビデオ「Dandelion & Roses」を公開した[11]。
ロマンをしまっておいた人と、それを喪失した人のストーリーを表現しており、曲のタイトルのようにタンポポと薔薇の花を活用した感覚的な演出が加わった映像となっている[11]。
- 8月26日、タイトル曲「Smoke」のミュージックビデオを公開した。
「ナルシシズム」をテーマにしており、自分を愛するあまり、自分自身を最後まで追い込んでしまうというストーリーを緊張感あふれる感覚的な演出によって映画のように表現している[13]。

### イベント
- 8月26日、ソロアルバム発売記念の聴音会「JAEHYUN VOL.1」を開催した[14]。

## 収録曲
1. Smoke [2:50]
  - 作詞：JAEHYUN、Wutan
  - 作曲：Marcus Lomax、Tatu、Jorgen Odegard
  - 編曲：Jorgen Odegard、Xela

リズミカルなベースラインの上にグルービーなボーカルと豊かなギターサウンドが調和したヒップホップR&B曲[15]。
歌詞には、愛する人と過ごす車の中でのロマンチックな瞬間を音楽とともにブームボックスの上に立ち上る煙にたとえた[15]。
2. Roses [2:48]
  - 作詞：JAEHYUN、Taneisha Jackson、Morgan Connie Smith、Shakka Philip、Charlotte Wilson、HYUN
  - 作曲：JAEHYUN、Bhavik Pattani、Taneisha Jackson、Morgan Connie Smith、Shakka Philip、Charlotte Wilson、HYUN
  - 編曲：808BHAV808

薔薇の花にまつわる思い出を思い浮かべ、相手を恋しがる感情を盛り込んだR&Bジャンルの楽曲[11][16]。ジェヒョンが作詞・作曲に参加している。
3. Flamin' Hot Lemon [2:48]
  - 作詞：JAEHYUN、Azad Naficy、Yonatan "xSDTRK" Ayal
  - 作曲：JAEHYUN、Azad Naficy、Yonatan "xSDTRK" Ayal
  - 編曲：Azad Naficy、Yonatan "xSDTRK" Ayal

サンプリングループとグルービーなドラムサウンドで展開されるR&Bナンバー[17]。
アメリカのR&Bポップデュオのエモーショナル・オレンジズと共に作詞作曲を手掛けた[17]。
曲名はジェヒョンが楽曲制作の前日に「Flamin' Hot Lemon味」のスナック菓子を食べたことにちなんでいる。味と名前の異質さを相手と過ごす時間にたとえた、ウィットに富んだ1曲となっている[17]。
4. Dandelion [2:30]
  - 作詞：JAEHYUN
  - 作曲：Gabe Reali、Jackson Hirsh、Ryan Raines
  - 編曲：Ryan Raines、Rence

ジャズ風の楽器の編成とクラシックなサウンド、中毒性のあるメロディーが明るく軽快なミディアムテンポのR&B曲[16]。
歌詞には、幼い頃に誰もが一度は吹いたことのある、道端に咲くタンポポの綿毛に対する純粋な記憶を描いた[11][16]。
5. Completely  [3:38]
  - 作詞：Nick Bradley
  - 作曲：Nick Bradley、ジェズ・アシャースト
  - 編曲：Nick Bradley

弦楽器とピアノの演奏が印象的なバラード曲[17]。相手のことをもっと知りたい、毎分毎秒愛したいという気持ちをストレートに表現し、ミニマルなサウンドでまとめている[17]。
6. Easy [3:14]
  - 作詞：강은정、Anthony Watts、Tone Stith、Delilah Contreras、Tyler Holmes、Brandon "B HAM" Hamlin
  - 作曲：Anthony Watts、Tone Stith、Delilah Contreras、Tyler Holmes、Brandon "B HAM" Hamlin
  - 編曲：B HAM

メロディカルなポップサウンドが際立つミディアムなR&Bジャンルの楽曲[18]。
歌詞には、愛する人の気持ちが理解できず苦しみながらも、相手に向かっていくロマンチックな感情を歌った[18]。
7. Can't Get You [4:11]
  - 作詞：JAEHYUN
  - 作曲：Antonio Dixon、Patrick 'J. Que' Smith、ベイビーフェイス
  - 編曲：Antonio Dixon、Patrick 'J. Que' Smith

ジャジーでグルービーなムードに満ちたミディアムテンポのR&B曲[18]。
歌詞では、頭から離れない対象に対する直観的な記憶やシーンを繊細に描いており、タイトルのように1度聴いたら頭から離れない軽快で爽やかなメロディーが印象的な楽曲[18]。
8. Smoke (English Version) [2:50]
  - 作詞：Marcus Lomax、Tatu、Jorgen Odegard